# 181 Eucharis
181 Eucharis هو كويكب، يقع ضمن حزام الكويكبات. اكتشف في 2 فبراير 1878.

## روابط خارجية
- 181 Eucharis في قاعدة بيانات مختبر الدفع النفاث لأجرام النظام الشمسي الصغيرة

- الاكتشاف · مخطط المدار ·  العناصر المدارية · المعلمات المادية

- 181 Eucharis على موقع ويكي سكاي: DSS2, SDSS, GALEX, IRAS, Hydrogen α, X-Ray, Astrophoto, Sky Map, Articles and images